# Symydobius oblongus
Symydobius oblongus är en insektsart som först beskrevs av Von Heyden 1837. Enligt Catalogue of Life ingår Symydobius oblongus i släktet Symydobius och familjen långrörsbladlöss, men enligt Dyntaxa är tillhörigheten istället släktet Symydobius och familjen borstbladlöss. Arten är reproducerande i Sverige. Inga underarter finns listade i Catalogue of Life.